# Yoltojtik
Yoltojtik är en ort i Mexiko.   Den ligger i kommunen Chamula och delstaten Chiapas, i den sydöstra delen av landet, 700 km öster om huvudstaden Mexico City. Yoltojtik ligger 1 792 meter över havet och antalet invånare är 199.
Terrängen runt Yoltojtik är kuperad västerut, men österut är den bergig. Runt Yoltojtik är det ganska tätbefolkat, med 166 invånare per kvadratkilometer. Närmaste större samhälle är San Cristóbal de las Casas, 16,2 km söder om Yoltojtik. Omgivningarna runt Yoltojtik är en mosaik av jordbruksmark och naturlig växtlighet.